# Alejo I de Rusia
Alexis o Alejo I de Rusia (Alekséi Mijáilovich Románov, ruso: Алексей Михайлович Романов), (Moscú, 9 de marzo de 1629-Ib, 29 de enero de 1676) fue un zar del Zarato ruso durante una de las décadas más gloriosas para Rusia en el siglo XVII. Fue hijo de Miguel I de Rusia y padre de Pedro I el Grande.

## Primeros años
Alexis accedió al trono a los 16 años de edad, después de la muerte de su padre el 12 de julio de 1645. Fue entregado para su formación y educación al boyardo Borís Morózov, un político astuto y sensible mentor, suficientemente educado para reconocer las necesidades de su país, e inaccesible a las ideas de Occidente.

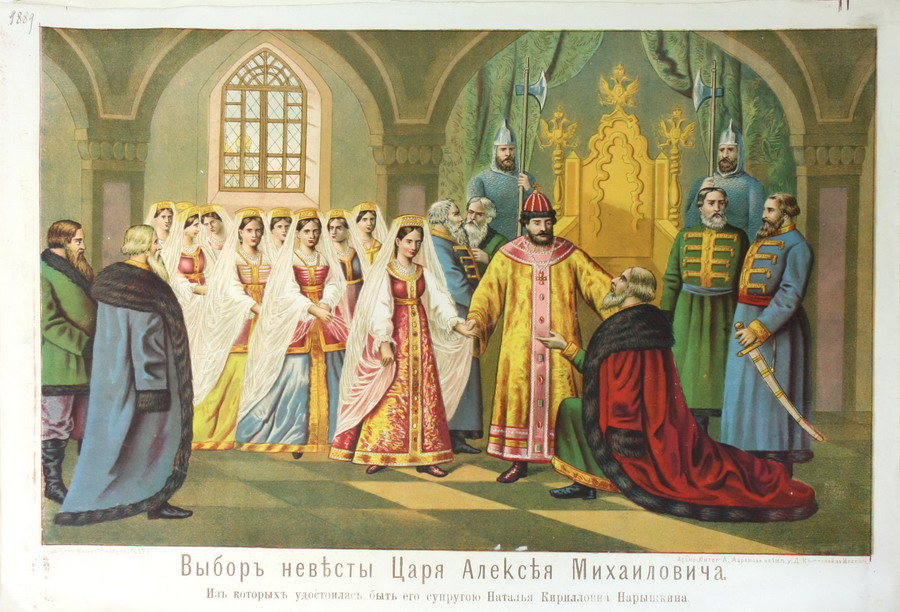
El Zar Alejo I escogiendo mujer.

La política exterior de Morózov fue pacifista. Cerró un tratado con Polonia y evitó cuidadosamente complicaciones con el Imperio otomano. Su política interna procuró ser justa, intentando aliviar las arcas públicas, limitando los privilegios de comerciantes extranjeros y aboliendo muchas cortes caras e inoperantes. 
El 17 de enero de 1648 Morózov arregló el matrimonio del zar con María Miloslávskaya; él mismo se casó con la hermana de ella, Anna, diez días después, ambas eran hijas de Iliá Danílovich Miloslavski (1594–1668).
Morózov fue muy impopular, considerado como un típico boyardo ambicioso del siglo XVII, detestado y acusado de hechicería y brujería. En mayo de 1648, el pueblo de Moscú se levantó contra él y el zar en el llamado Disturbio de la Sal, viéndose el joven zar obligado a destituir y exiliar a Morózov al monasterio de Kirillo-Belozerski por algunos meses. Sufriendo por la separación forzosa, el zar envió muchas cartas a su mentor, y urgió a los guardias a tratarlo lo más civilizadamente posible.

## Historia

### Inicios del Reinado y política interna
Durante el gobierno de Alexis I el gobierno del Zarato moscovita tomó el carácter de un régimen absolutista. La política integradora, autoridad centralizada, de 1649 produjo una mayor servidumbre de los campesinos y aumentó los derechos de la aristocracia boyarda y comercial, a cambio de la disminución del poder de los boyardos representados en el Zemski Sobor, que Mijaíl (padre de Alexis) ya había recortado creando una estructura burocrática por todo el Zarato moscovita. Nada podía hacerse sin órdenes expresas de las cancillerías de Moscú a través de las grámoty o decretos del zar. 
Su apoyo a la Reforma de la Iglesia por el patriarca Nikon (1654) provocó la división del patriarcato mоsсоvita (aparición de los "Viejos Creyentes", que no aceptaron las reformas) y duras luchas religioso-eclesiásticas. 
Logró restaurar el orden en el Estado tras el período conocido como el Período Tumultuoso. Rusia, al igual que Polonia –su rival en el Este de Europa–, crearon estructuras que llevaron a sus campesinados a la servidumbre, rayando en la esclavitud. 
Si Rusia lo hizo mediante la centralización y el servicio de todos los súbditos al estado (tradición que marca que el pueblo está al servicio del estado y no viceversa, como en las democracias occidentales), Polonia lo hizo mediante la descentralización del poder al Sejm y los Séjmiki regionales que dejaban a los magnates y terratenientes como entidades autónomas sin interferencia estatal, dejando en desamparo al campesinado, que se unió a los cosacos en su revuelta por sus derechos y libertades (económicas y religiosas), terminando bajo la autoridad de Alexis a partir del 1654. 
En 1649, Alexis introdujo el Sobórnoye ulozhéniye, un nuevo código legal que llevó a definir todos los servicios de los súbditos al Estado, introduciendo la servidumbre en Rusia. La ley sería la base de la ley rusa hasta 1833, ligando a los campesinos a la tierra y definiéndolos con una doble servidumbre, a los terratenientes y al Estado. Este sistema feudal del que se benefició tanto la aristocracia, la iglesia como posteriormente la clase cosaca ucraniana que entró en el dvorianstvo (listado de aristócratas), seguiría vigente hasta la abolición de la servidumbre el 19 de febrero de 1861.
El éxito de la Revuelta de la Sal en Moscú en 1648 fue la ocasión de más disturbios en todo el Principado, culminando en peligrosas rebeliones en Pskov y Nóvgorod, con los que el gobierno fue tan incapaz de gestionarlas que se rindieron, prácticamente garantizaron a los descontentos sus propios términos. Sólo un hombre desplegó igual tacto y coraje en Gran Nóvgorod, el metropolitano Nikon, quien en consecuencia se convirtió en 1651 en el ministro principal del Zar.

### Política exterior
Su política exterior se caracterizó por un activo expansionismo hacia las naciones y pueblos vecinos, especialmente aquellos que la iglesia ortodoxa rusa consideraba como herencia del Principado de Kiev y del Metropolita de Kiev trasladado al Principado de Vladímir-Súzdal en 1299. 
El Principado de Moscú se consideraba continuador directo de la antigua Rus de Kiev, si bien ya en el siglo XV se comenzaba a consolidar la división de los eslavos orientales en tres grandes grupos: los "gran-rusos" (actualmente, rusos), en la zona septentrional y en torno a Moscú; los "rusos blancos" (bielorrusos) y los "pequeño-rusos" (ucranianos).
Durante su reinado, se reforzó la frontera sur, con las barricadas contra los ataques tártaros de Crimea, fortificando la línea Bélgorod ("zaséchnaya chertá"- hecha de árboles caídos y palizadas con estacas afiladas entre ciudades fortificadas, de más de 770 kilómetros, entre la frontera Polaca-actual Ucrania en Ojtyrka, atravesando toda la slobodá y Bélgorod hasta Vorónezh). A su vez se reforzaron los contactos con los ortodoxos ucranianos, clérigos y cosacos huidos de la represión polaca y su contrarreforma católica. 
Tras los levantamientos fracasados de los cosacos zaporogos ucranianos de 1637-1638 bajo el mando de Pavló Pavliuk, Yákiv Ostrianytsia y Dmytró Hounia contra el poder polaco, más de 20.000 ucranianos huyeron y se establecieron tras la línea Bélgorod, en territorio despoblado pero oficialmente bajo soberanía moscovita, creando la Ucrania Libre (Ucrania Slobodá), al conceder Alejo libertades a los campesinos y cosacos y dejarlos fuera de la administración rusa y permitirles organizarse al modo cosaco zaporogo, y conservar la lengua ucraniana. 
Estos colonos crearon una nueva línea más al sur cerca de la línea del río Donéts, con la fundación de más de 20 ciudades, con el apoyo de las autoridades rusas. Ya en 1650, los ucranianos habían establecido en la Slobodá cuatro regimientos estableciendo un quinto en 1685 (Sumy, Ojtyrka, Járkov, Izium y Ostrogozhsk). La élite regional la constituían los oficiales cosacos huidos de Zaporozhie (Ucrania), los starshynas. 
A diferencia de los cosacos rusos, los cosacos ucranianos de la Slobodá elegían a sus oficiales y a su coronel (jefe de cada regimiento) de por vida (a la manera de Zaporozhie), no permitiéndoseles unirse en un Hetmanato de Ucrania Slobodá (u krajina = frontera/marca, slobodá = libre) o unirse a sus hermanos del Hetmanato de Kiev, aún después de que estos se pusieran bajo autoridad del Zar. Alejo les hizo responder directamente a su representante de Belgórod, ciudad fuera del territorio de Ucrania Libre (Slobozhánschyna).
En el primero de octubre de 1653, una asamblea nacional se congregó en Moscú para sancionar la guerra y encontrar los medios para llevarla a cabo, y en abril de 1654 el ejército fue bendecido por Nikon (ahora patriarca). La campaña de 1654 fue un triunfo ininterrumpido, y caída de plazas, pueblos y ciudades, incluso la importante fortaleza de Smolensk, cayó en manos de los rusos.

### Tratado de Pereyáslav de 1654
El mayor logro de Alexis fue el acuerdo con los cosacos ucranianos rebeldes a la autoridad polaca. Los cosacos se habían sublevado en 1648 contra la "szlachta" –aristocracia feudal católica de origen polaco o ucraniano– y formaron un estado ortodoxo cosaco con los ucranianos de las provincias de Cherníhiv, Kiev, Bratslav y Zaporozhia. 
El Tratado de Pereyáslav de 1654 se estableció entre el Hetmanato cosaco de Ucrania y el Zarato moscovita, por iniciativa del atamán Bohdán Jmelnytsky. El tratado, firmado el 16 de enero de 1654 supuso el juramento de lealtad al zar Alexis I de la oficialidad cosaca, el pueblo de Pereyáslav y otras ciudades. Bohdán Jmelnytsky envió en marzo al zar una Petición con 23 artículos en los que se establecían las condiciones del acuerdo. 
Los detalles finales se negociaron en marzo y abril en Moscú entre delegados cosacos y el gobierno de Moscú. El zar accedía a la mayoría de las demandas de los cosacos. Los cosacos y los ucranianos no cosacos se obligaban a guardar fidelidad al zar mediante juramento, a cambio del respeto de las cortes y leyes cosacas del Hetmanato cosaco, las libertades y derechos de los oficiales cosacos y de la hueste de los Cosacos de Zaporozhia en su totalidad. La inviolabilidad de las tierras y propiedades de cosacos. Los cosacos seguirían eligiendo a su atamán, que juraría lealtad al zar. 
La capital estaría en Chiguirín. Los cosacos aceptaban la dependencia del Zarato ruso en su política exterior, particularmente en relación con Polonia y el sultán de la Puerta (Otomanos). El número de cosacos registrados se elevaría a 60.000, todos los cuales recibirían sueldos a partir de las rentas y feudos que le corresponderían al zar en el territorio cosaco (Kiev, Zaporizhia, Cherníhiv y Brátslav). El zar proveería el equipamiento militar y los suministros necesarios para la guerra con Polonia y futuras campañas contra los tártaros. 
Se confirmaban los derechos tradicionales de la nobleza ucraniana (la que seguía siendo ortodoxa y no se había polonizado y huido a Polonia tras la revuelta). Los habitantes de las ciudades podrían elegir a sus representantes y gobernantes municipales según el derecho de Magdeburgo.
Expresamente se respetaba la autonomía de la Metropolia de Kiev, bajo la dirección del obispo metropolitano Petró Mohyla, y no se interferiría en sus asuntos, quedando bendecido por el patriarcado de Moscú (oficialmente los patriarcados ortodoxos de Kiev-Ucrania, Bucarest-Rumanía, Sofía-Bulgaria y los demás en territorio otomano, tenían igualdad jerárquica y sólo tenía preeminencia sobre todos ellos el patriarca griego de Constantinopla (Estambul), que Moscú no reconocía).
Cuando se llegó a un acuerdo, el título autoimpuesto de los Románov de Zar de toda Rusia pasó a ser de Zar de toda Rusia Grande y Pequeña. El acuerdo supuso un cambio en la balanza de poder en el Este europeo, pasando la situación de preeminencia de Polonia a Rusia. 
Después de 60 años de lucha de los cosacos ucranianos por lograr autonomía e independencia de Polonia, plagada de graves conflictos de los creyentes ortodoxos con la Iglesia Católica polaca, se iniciaba una nueva etapa de relativa autonomía dentro del Zarato ruso. 
Se ha discutido mucho sobre la interpretación de este tratado desde el primer momento por ambas partes. El atamán Bohdán Jmelnytsky y parte de los cosacos interpretaron el tratado como una alianza militar (al igual que las hechas con el Imperio otomano y el Kanato de Crimea musulmanes, la Suecia luterana, Transilvania y Moscovia ortodoxas). 
Por el contrario, el zar vio en el tratado una simple aceptación de su soberanía que permitía la reunificación de los eslavos orientales, a pesar de las diferencias de lengua y de intereses políticos entre ucranianos y rusos en determinados momentos (por ejemplo, los cosacos ucranianos y su aristocracia, liderados por su célebre Hetman Petró Konashévych-Sahaidachny (en), de Ucrania occidental, habían apoyado a los polacos en la ocupación del Zarato moscovita en varias ocasiones entre 1608 y 1612).
El incumplimiento por parte del zar de los acuerdos de Pereyáslav, aún en vida del atamán Jmelnytsky, supuso el recorte de las libertades de la nación ucraniana logradas con la revuelta, y el desmantelamiento progresivo del estado cosaco ucraniano que representaban.

### Reparto de Ucrania con Polonia
En 1654-1656 y 1660-1667, condujo guerras con Polonia. Ocupó con ayuda de regimientos cosacos del Hetmanato y Slobodá toda Bielorrusia y Lituania, detuvo ulteriores campañas militares, que hubieran supuesto la expulsión de toda la aristocracia polaca de tierras ucranianas. 
En enero de 1655, la derrota de Akhmatov detuvo su progreso; pero en el verano del mismo año, la repentina invasión de Carlos X Gustavo de Suecia por el momento barrió el estado Polaco del mapa; los rusos, sin oposición, rápidamente ocuparon todo lo que los suecos no habían ocupado ya, y cuando al fin los polacos ofrecieron negociación, el Gran-ducado de Lituania entero fue la menor de las demandas de Alexis. 
Afortunadamente para Polonia, el Zar y el rey de Suecia iniciaron un combate para repartirse los despojos, y al final de mayo de 1656 Alejo, estimulado por el emperador Fernando III y los otros enemigos de Suecia, declaró la guerra contra ella.
Deseando convertirse en rey de Polonia, sacrificó los intereses ucranianos, propuso la paz de Viena en 1656. 
El sucesor de Bogdán Jmelnitski, Iván Vigovski (1657) se levantó contra el Zar, y firmó un tratado con los polacos, al verse traicionado por el modo de llevar la campaña, y ver como el Zar usaba la lealtad de los Zaporogos como contrapoder en Ucrania contra el Hetman. Firmó el Tratado de Hádiach el 16 de septiembre de 1658, entre Polonia y el Hetmanato cosaco ucraniano. 
En la batalla de Konotop del 8 de julio de 1659 las tropas moscovitas fueron aniquiladas por el ejército cosaco-polaco-tártaro. Su caballería boyarda fue diezmada y su ejército de 100.000 hombres destruido. Pese a la derrota, el zar Alexis tuvo el apoyo de los Zaporogos (Yákiv Barabash) y de cosacos de Poltava (Martýn Pushkar) en luchar contra el Hetmán rebelde.
La guerra terminó con Polonia al confirmarse el Tratado de Andrúsovo el 1667 (tregua de 13 años), el reparto de esferas de influencia entre Polonia y Moscovia (Rusia) en la frontera el río Dniéper y la protección común del territorio zaporogo. La "Paz eterna" de 1686, por el que Moscovia se quedó con la parte este del país tomando al río Dniéper y Kiev como frontera, quedando Ucrania con dos Hetmanes (uno en Polonia y otro en el Hetmanato de Kiev). 
La parte oriental y parte del Hetmanato se cedió a Polonia, traicionando Alexis al campesinado ucraniano ortodoxo que volvió a quedar bajo el yugo polaco. La guerra con Suecia acabó en derrota (1656–1658) no logrando la tan deseada salida al mar Báltico. 
Durante los años 1670–1680, se condujo guerra con el Kanato de Crimea y el Imperio otomano, en la que no se logró una salida al mar Negro, aprovechando que el Hetman de la parte polaca, Petró Doroshenko intentó rebelarse contra Polonia e invadir la parte oriental del Hetmanato reunificando Ucrania al invadir Moscovia, como era tradicional, cambió varias veces de bando hasta abdicar con honores y exiliarse en dominios del Zar.

### Revueltas en Rusia

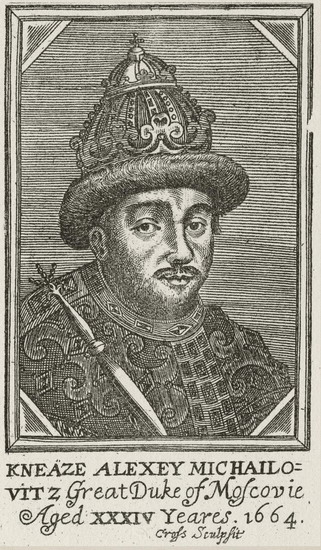
Zar Alexis I.

Las guerras continuas bajo su zarato y el empeoramiento de las condiciones de vida de la población dentro de la propia Rusia llevaron a tumultos y revueltas (Disturbio de la Sal en 1648 y Disturbio del Cobre en 1662 en Moscú, 1650 en Pskov y Nóvgorod, 1670–1671 bajo el mando de Stepán Razin en el Don, Volga, en el corazón y el sur del principado moscovita), todos aplacados por Alexis con una durísima represión, mostrando la imposición del sistema absolutista de Alexis.

### Primera occidentalización
La última parte del reinado de Alekséi Mijáilovich supuso un primer contacto con occidente, gracias a las influencias de los religiosos y estudiosos ucranianos de la Mohelianska academia ortodoxa de Kiev, creada bajo auspicio cosaco tomando como modelo las escuelas de jesuitas polacos a las que muchos oficiales cosacos habían asistido, al ser de la pequeña nobleza ortodoxa ucraniana, que se convirtieron en súbditos y a su vez intermediarios entre los cerrados moscovitas, aún en conflicto con los "viejos creyentes", o los nobles y el pueblo con estética boyarda (las famosas barbas que Pedro I el Grande querrá eliminar) у el occidente europeo. 
Su reinado es también conocido como el inicio del periodo cultural ucraniano (o pequeño ruso) en el Principado de Moscovia al llenarse los monasterios y cancillerías rusas de ucranianos de la academia de Kiev, al ser los mejor formados en teología ortodoxa, conocimientos de latín, polaco y alemán y al venir por la anterior influencia polaca y jesuítica de un espacio más desarrollado y occidentalizado que la propia Rusia.

## Familia y descendencia

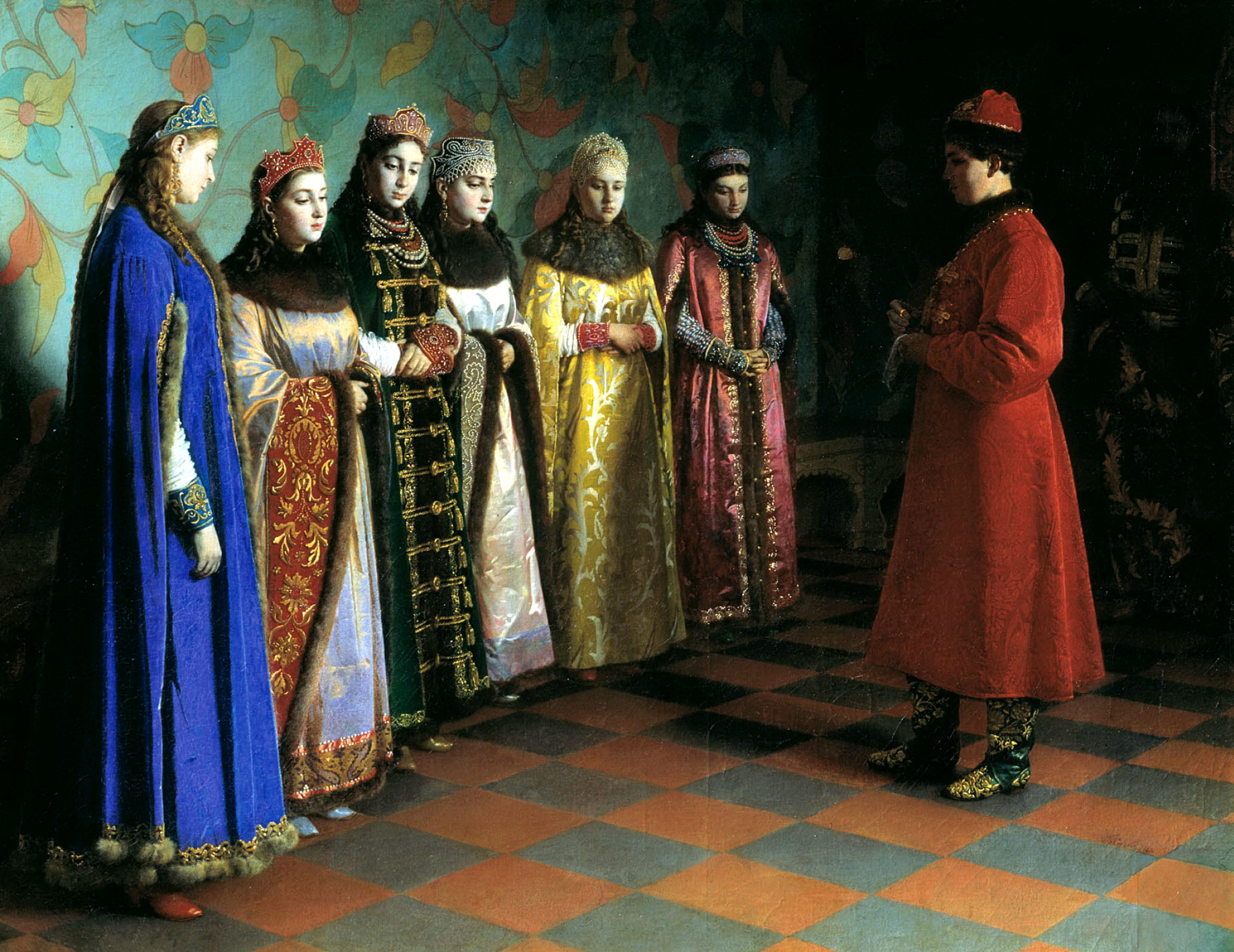
Zar Alexis escoge su novia, por Grigory Sedov (evento organizado por Borís Morózov, resultando escogida una familiar suya, María Miloslávskaya).

El primer matrimonio de Alexis con María Miloslávskaya fue un éxito, dando a luz a trece bebés en veintiún años de matrimonio: cinco hijos y ocho hijas. Por desgracia, murió semanas después del último alumbramiento. Sobrevivieron cuatro hijos, Alekséi, Fiódor, Semión e Iván) aunque dos de ellos murieron en seis meses, incluyendo Alekséi, el heredero al trono de 16 años.
Sus hijos fueron:	
- Zarévich Dmitri Alekséievich (1648–1649)
- Zarevna Yevdokía Alekséievna (1650–1712)
- Zarevna Marfa Alekséievna (1652–1707)
- Zarévich Alekséi Alekséievich (1654–1670)
- Zarevna Anna Alekséievna (1655–1659)
- Zarevna Sofía Alekséievna (1657–1704)
- Zarevna Ekaterina Alekséievna (1658–1718)
- Zarevna María Alekséievna (1660–1723)
- Teodoro III (1661–1682)
- Zarevna Feodosia Alekséievna (1662–1713)
- Zarévich Simeón Alekséievich (1665–1669)
- Iván V (1666–1696)
- Zarevna Yevdokía Alekséievna (1669–1669)

Alexis se volvió a casar el 1 de febrero de 1671, con Natalia Narýshkina (1 de septiembre de 1651 – 4 de febrero de 1694), de la nobleza tártara. Creció en la casa de Artamón Matvéyev y fue pupila de su mujer Mary Hamilton, de ascendencia escocesa.
Sus hijos fueron:	
- Pedro I (1672–1725)
- Zarevna Natalia Alekséievna (1673–1716)
- Zarevna Feodora Alekséievna (1674–1677)